# بيل رايس
بيل رايس (بالإنجليزية: Bill Rice)‏ هو مغن مؤلف أمريكي، ولد في 19 أبريل 1939 في داتو في الولايات المتحدة.

## وصلات خارجية
- بيل رايس على موقع IMDb (الإنجليزية)
- بيل رايس على موقع ميوزك برينز (الإنجليزية)
- بيل رايس على موقع ديسكوغز (الإنجليزية)